# Alfred Zwiebel
Alfred Zwiebel (* 6. November 1914 in Fürth; † 25. Februar 2005 in New York) war ein deutsch-amerikanischer Kunstmaler, hauptsächlich von Landschaften, Blumenbildern und Stillleben.

## Leben
Alfred Zwiebel wurde in Fürth geboren, in seinem fünften Lebensjahr zog die Familie nach Bamberg um, wo er dann Kindheit und Jugend verbrachte. Die Schönheit dieser Stadt und ihrer Umgebung in der Fränkischen Schweiz gab ihm bleibende künstlerische Anregungen. Bis zum Ende seines Lebens zählten Darstellungen der Stadt Bamberg und der fränkischen Landschaft zu seinen bevorzugten Motiven.
Zwiebel wanderte 1935 in die Vereinigten Staaten aus. Zuerst wohnte er in Milwaukee, dann in New York City, das ihm zur zweiten Heimatstadt wurde. Im Jahre 1944 wurde er amerikanischer Staatsbürger. In den folgenden Jahren übte er vielerlei Berufe aus, bis er sich schließlich in den sechziger Jahren ganz der Malerei widmen konnte. 
Seine Gemälde wurden bald in Galerien und Museen in vielen US-Staaten – New York, New Jersey, Pennsylvania, Virginia, Ohio, und Kalifornien – und in Kanada, England, Österreich, und Deutschland ausgestellt. Als im Schloss auf der Blumeninsel Mainau am Bodensee eine Kunstgalerie eröffnet wurde, lud man Zwiebel ein, die Eröffnungsausstellung auszurichten. 
Die Stadt Bamberg lud Zwiebel ein, eine Ausstellung anlässlich der Feier ihres 1000-jährigen Bestehens (1973) zu geben, an einer Ausstellung zur Feier der 975. Wiederkehr der Weihe des Bamberger Domes teilzunehmen (1987) und eine große Ausstellung seiner Werke im Historischen Museum zu geben (1993).

## Malerei
Zwiebel arbeitete in Öl, Pastell, und Öl-Pastell. Er war besonders für seine leuchtenden Farben bekannt -- eine Kunstkritikerin in Starnberg bezeichnete seine Werke als „Optimismus, der sich in Farben ausdrückt“. In seinen Blumenbildern malte er meistens Blumen nicht als solche, sondern er wandelte sie in Fantasien von Licht und Farbe um. Er liebte die Werke vieler verschiedener Künstler verschiedener Epochen und Kunstrichtungen, fühlte sich aber am meisten von den französischen Impressionisten angezogen, von denen er auch am stärksten beeinflusst wurde. Obwohl sich Zwiebel keiner bestimmten „Schule“ zurechnete, sagte er, dass er sich wenn überhaupt einen „modernen Impressionisten“ nennen würde. 1968 schrieb die Münchener Abendzeitung: „Man könnte Zwiebel einen verspäteten Pissarro nennen, jedoch mit dem Beding, daß er ein Pissarro für heutige Augen ist.“
| Personendaten    | Personendaten                     |
| ---------------- | --------------------------------- |
| NAME             | Zwiebel, Alfred                   |
| KURZBESCHREIBUNG | deutsch-amerikanischer Kunstmaler |
| GEBURTSDATUM     | 6. November 1914                  |
| GEBURTSORT       | Fürth                             |
| STERBEDATUM      | 25. Februar 2005                  |
| STERBEORT        | New York                          |